# Йоси Бенаюн
Йоси Бенаюн (на иврит: יוסי בניון) е бивш израелски футболист. Играе предимно като атакуващ полузащитник. Роден е на 5 май 1980 г. в Димона, Израел.

## Кариера
Бенаюн започва да тренира футбол на 9 години в Апоел Бершеева. Когато става на 15, е забелязан от скаутите на Аякс и заедно със семейството си се премества в Амстердам. Едва за 8 месеца в Холандия Бенаюн става голмайстор в младежката формация на холандския гранд. Аякс предлага 4-годишен договор на таланта, но семейството му не се чувства добре в тази старна и се връща в Израел.
На 17 години Бенаюн вече дебютира за първия отбор на Апоел Беершева, но не помага на своя тим да се спаси от изпадане. В последния кръг Бенаюн вкарва гол в 90-ата минута срещу Макаби Хайфа, но той не стига на тима му да остане в групата, защото техният конкурент печели мача си. За едната година, която играе в Апоел, Йоси Бенаюн има 25 мача и 15 гола.
След края на сезона Бенаюн преминава в Макаби Хайфа, където играе 3 сезона, отбелязва 55 гола и има два хеттрика. През 1998 г. достига с тима си до четвърфиналите за КНК. През тази еврокампания израелецът вкарва срещу ПСЖ и Рийд. През сезон 2000-2001 тимът от Хайфа печели първа титла след прекъсване от седем години, а Бенаюн е избран за най-добър играч в първенството. През следващия сезон тимът му също печели титлата.
През 2003 г. Бенаюн преминава в испанския Сантандер, където минава за една от големите звезди на тима, а през сезон 2004-2005 е голмайстор на отбора. За Сантандер Бенаюн изиграва 101 мача, в които вкарва 21 гола. След страхотните си изяви в Испания Бенаюн е обект на интерес от страна на ЦСКА Москва, ФК Москва, Арсенал, Ливърпул и Болтън, но в крайна сметка борбата за подписа му печели Уест Хам, който плаща за него 2,5 милиона паунда. Официалния си дебют за отбора Бенаюн прави на 13 август 2003 г. при победата над Блекбърн с 3:1, в която израелецът подава за две от попаденията. Негов гол спира Тотнъм за класиране в Шампионската лига в последния кръг от сезон 2005-2006. Същата година играе с Уест Хям финал за Купата на Англия, където обаче „чуковете“ губят след дузпи от Ливърпул. През май 2007 г. израелецът подписва нов договор с Уест Хам, но само два месеца по-късно преминава в Ливърпул за сумата от 4,5 милиона паунда. С тима от Мърсисайд Бенаюн подписва за 4 години.

## Национален отбор
Бенаюн е част от юношеския национален отбор на Израел на Европейското първенство за юноши до 16 г. през 1996 г. Две години по-късно през ноември прави и официалния си дебют за мъжката гарнитура на страната си. В квалификациите за Мондиал 2006 Бенаюн играе ключова роля в отбора си, като отбелязва 3 гола (1 срещу Кипър и 2 срещу Швейцария).